# بيري (مغنية)
بيري (بالفرنسية: Berry)‏ هي مغنية فرنسية، ولدت في 19 فبراير 1978 في فرنسا.

## وصلات خارجية
- الموقع الرسمي
- بيري على موقع IMDb (الإنجليزية)
- بيري على موقع ميوزك برينز (الإنجليزية)
- بيري على موقع ميوزك برينز (الإنجليزية)
- بيري على موقع ديسكوغز (الإنجليزية)